# 圣庞加爵门
圣庞加爵门（義大利語：Porta San Pancrazio）是一座城门，位于意大利罗马的贾尼科洛区。
圣庞加爵门由Virginio Vespignani建于1854年，取代教宗乌尔班八世兴建，在1849年战斗中严重受损的旧城门。

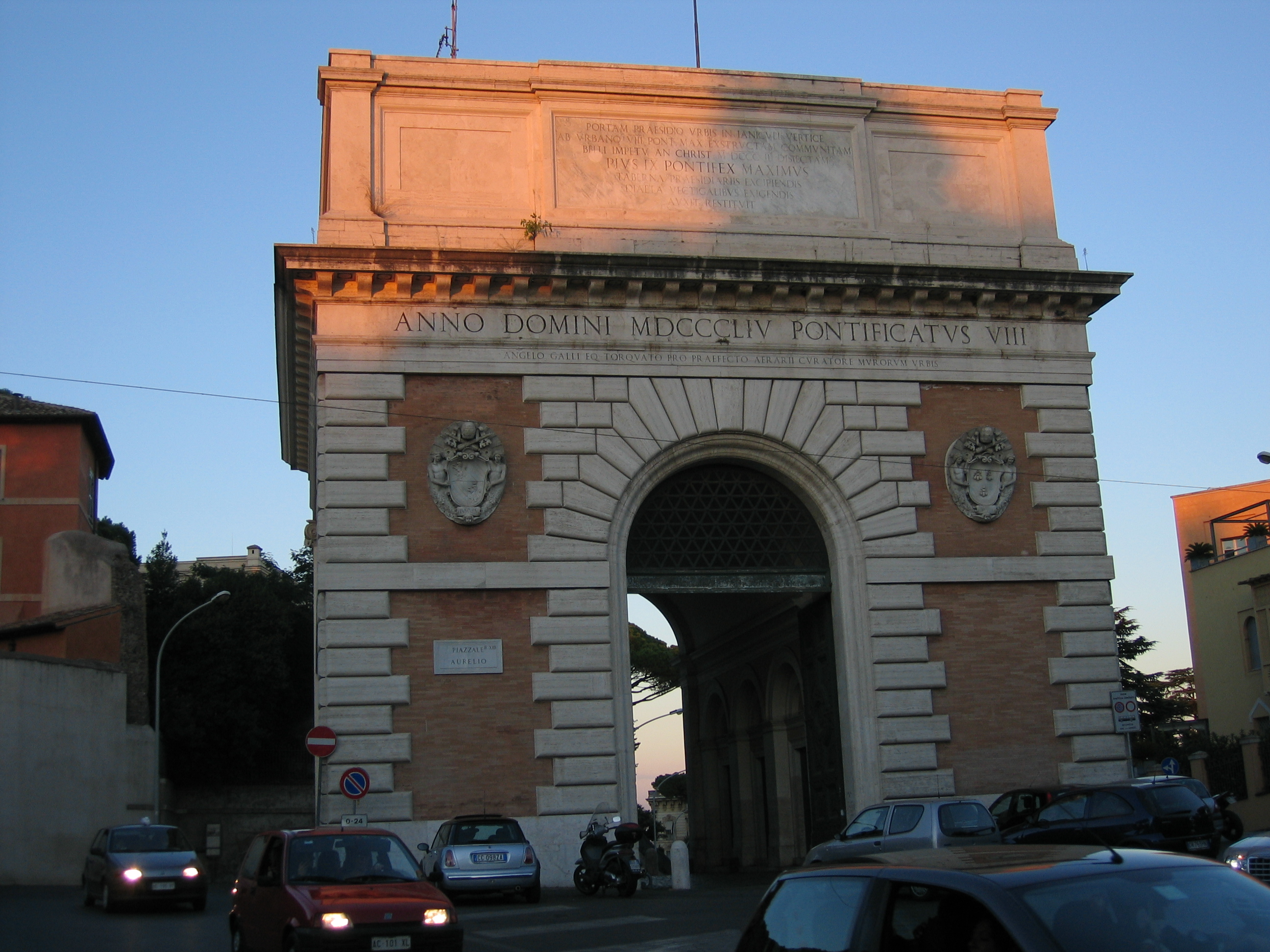
圣庞加爵门